# Szécsisziget
Szécsisziget is een plaats (község) en gemeente in het Hongaarse comitaat Zala. Szécsisziget telt 260 inwoners (2001).

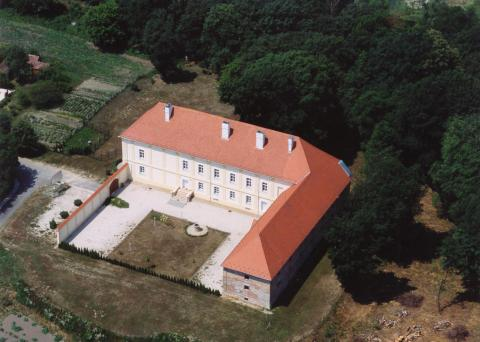
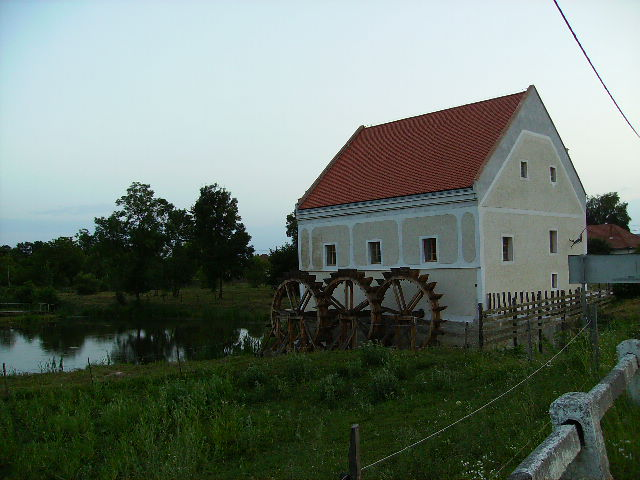